# Max Rendschmidt
Max Rendschmidt (12 de dezembro de 1993) é um canoísta de velocidade alemão.

## Carreira
Rendschmidt representou seu país na Rio 2016, na qual ganhou a medalha de ouro nas provas K-2 1000m ao lado de Marcus Gross e no K-4 1000m.
Na edição seguinte, conquistou o título na K-4 quinhentos metros com Ronald Rauhe, Tom Liebscher e Max Lemke.